# Berryville (Virginie)
Pour l’article homonyme, voir Berryville.
La ville américaine de Berryville est le siège du comté de Clarke, dans l’État de Virginie. Lors du recensement de 2000, sa population s’élevait à 2 963 habitants.

## Source
- (en) Cet article est partiellement ou en totalité issu de l’article de Wikipédia en anglais intitulé « Berryville, Virginia » (voir la liste des auteurs).